# Parlatoria cingala
Parlatoria cingala är en insektsart som beskrevs av Green 1899. Parlatoria cingala ingår i släktet Parlatoria och familjen pansarsköldlöss.
Artens utbredningsområde är Sri Lanka. Inga underarter finns listade i Catalogue of Life.